# Paracentromedon manene
Paracentromedon manene är en kräftdjursart som först beskrevs av Lowry och Stoddard 1983.  Paracentromedon manene ingår i släktet Paracentromedon och familjen Lysianassidae. Inga underarter finns listade i Catalogue of Life.